# 크레타 전투
크레타 전투는 제2차 세계 대전 초기 독일군이 그리스 공방전에서 그리스 본토를 점령하고 남은 동부 전선 지역의 근거지인 크레타섬을 공략해 발칸반도 지역을 완전히 점령한 전투이다.

## 배경

### 추축국의 그리스 공격
제2차 세계 대전 초기 1940년 10월 28일 이탈리아가 그리스를 침공하자 곧바로 영국군은 그리스 본토에서 멀리 떨어진 크레타섬에 진주했다. 처음엔 격퇴당했던 이탈리아군이 독일군의 연합과 지원을 받아 그리스를 공략하자 연합군 5만 7000명은 그리스 본토에서 철수했다.
영국 해군은 이들 대부분을 수송해 일부를 당시 1만 4000명에 불과하던 크레타섬 수비대로 파견했고 1941년 5월에는 1만 명에 달하는 그리스 민병대 11개가 조직되어 총 방위군은 3만 명으로 늘어났다. 그러나 탄약이나 무기 등의 장비 면에서는 크게 부족한 실정이었다.
게다가 그리스 본토에서 오는 독일 공군의 공습으로 크레타섬의 영국 공군은 이집트로 철수해버렸고 크레타섬의 제공권은 독일군에게 넘어간 상태였다. 이에 1941년 4월 30일 뉴질랜드 출신의 베르나드 프레이버그가 영국, 그리스, 오스트레일리아, 뉴질랜드 연합군의 총사령관으로 임명되었다.

### 독일군의 공격 계획
당시 독일군에게 있어서 크레타섬은 전략적으로 중요했는데 동지중해의 영국 함대의 중요 항구일 뿐만 아니라 크레타섬의 주둔중인 연합군의 항공기가 추축국 군대의 석유 공급지인 루마니아의 유전 지대를 폭격할 수 있는 항공 범위에 있어서 상당한 위협이 되었다. 게다가 소련과의 전쟁을 앞두고 후방인 동지중해의 안전을 확보할 필요도 있었다.
크레타섬 주변의 제해권은 영국 해군이 쥐고 있었지만 제공권은 추축국이 잡고 있어 크레타섬의 점령은 해상 상륙작전보다는 공수부대를 이용한 투하·점령작전이 독일 공군의 주도로 세워졌다. 이전 북유럽과 프랑스 침공시 소규모 공수작전을 실시했었지만 크레타섬의 작전은 낙하산과 글라이더를 주력으로 하는 공수부대를 대규모로 투입하는 첫 번째 작전이었다.
이에 총사령관으로는 제4항공함대의 알렉산더 뢰어 상급대장이 임명되어 공수작전으로 잔존 영국 전투기와 지상군 섬멸이라는 과제가 주어졌다. 독일군은 공수부대로 크레타섬의 말레메, 이라클리온, 레팀논의 각 비행장을 점령한 후 점령비행장에 수송기를 보내고 그 지원에 의해 해로를 통한 수송선으로 상륙하는 계획을 세웠다.
클루트 슈트던트 대장이 지휘하는 독일 제11공수군단에는 제7낙하산 사단, 제22공수보병사단으로 이루어진 강하저격병이 약 2만 1000명이 있었다. 작전은 크레타섬의 서부, 중부, 동부 세 곳에 공수부대를 두 번에 나누어 낙하시킨 후 비행장의 제압과 점령을 목표로 했다.
그 후 증원부대로서 제5장갑사단에서 분파된 2개 대대와 공수부대에 보낼 보급과 중화기를 해로로 크레타섬으로 수송하기로 했다. 이 계획은 4월 25일에 독일의 대총통 아돌프 히틀러로부터 승인되어 총통지령 제 28호로 발령되었다.
작전개시일은 5월 16일이었지만 수송기의 정비와 연료수송 탓에 5월 20일로 연기되었고 참가부대도 제22공수보병사단에서 제5산악사단으로 변경되었다.

## 전투 과정

### 낙하산 부대의 상륙
1941년 5월 20일 오전 8시, 독일군 낙하산 부대가 비행장 제압을 위해 말레메와 차니아 인근에 상륙했다. 제2부대는 레팀논과 이라클리온에 상륙했다.
독일 공군은 낙하산 부대의 상륙에 앞서 3시간 동안 걸친 격렬한 폭격 끝에 대부분의 대공 병기를 파괴한 반면 독일군의 낙하산 부대는 큰 타격을 입었다. 말레메에서는 적군의 격렬한 총성 속에 상륙했고 모든 중화기를 회수할 수도 없어서 피해가 컸으며, 하니아(옛 이름 칸디아)에서는 심한 바위 밑에서 낙하한 탓에 많은 사상자가 나왔다.
오후 4시경 제3부대가 다시 레팀논과 이라클리온에 상륙했다. 다른 비행장을 제압하는 것이 목적이었지만 그들 또한 방위군의 격렬한 저항을 막기 위해 상륙한 것이었다. 5월 20일 저녁 독일군은 중요한 공항을 한눈에 내려다 볼 수 있는 요충지인 107고지에서 영국군을 서서히 압도했으며, 슈트덴트 대장은 말레메 비행장 점령이 우선임을 명령했다.

### 해로 침공
독일군은 5월 19일에 해로 침공을 개시했다. 이탈리아 해군으로부터 구축함 2척과 소함정 약 20척을 지원받아 해군 부대를 2개로 나누어 크레타섬으로 향하게 했다. 한편 독일 해군 부대의 침공을 저지하기 위해 알렉산드리아에 사령부를 두고 있던 영국 지중해 함대도 크레타섬 근해에 전함 워스파이트와 밸리언트를 근간으로 한 함대를 출격시켰으며, 주력함대 사령이었던 롤링스 소장은 BCDE 부대 4개에 함대를 나누어 이를 크레타섬의 북부에서 북서부 해역까지 진출시켰다.
21일 밤 크레타로 향하고 있던 이탈리아 수뢰정 루포에 둘러싸인 선단은 스파다 곶에서 그레니 소장이 이끌던 순양함 다이드, 에이전스, 오리온, 구축함 지나스, 킴벌리, 헤이스티, 헤레워드를 중심으로 한 영국 해군 D부대의 공격을 받았고 이로 인해 다수의 수송선이 침몰당했다.
22일 아침 킹 소장이 이끄는 경순양함 나이아드, 퍼스, 방공 순양함 캘커타, 칼라일, 구축함 칸다하르, 킹스턴, 누비안을 중심으로 한 영국 해군 C부대는 두 척의 군함을 침몰시켰고 밀로스섬 남쪽에서 수뢰정 사지타리오에 둘러싸여 있던 선단을 발견했다. 하지만 킹 소장은 대공용 탄약의 부족 등을 이유로 공격을 포기하는 대신 서쪽으로 후퇴하기로 결정했다. 독일군은 선단의 손해가 밝혀지자 해로 침공을 잠시 중단하기로 결정했다.

### 지중해 함대의 후퇴
5월 22일 독일군은 제5산악사단을 말레메 비행장 서쪽과 해안에 공수하는 것을 강행했으며, 오후 4시경에 말레메 비행장을 제압하는 데에 성공했다. 그 후로도 독일군은 안전 확보를 버리지 않던 때부터 말레메 비행장에서 증원 부대와 물자를 공수했기 때문에 손상된 수송기가 속출했다. 그러나 증원을 받은 제5산악사단에 주력한 독일군은 연합군을 압도하기 시작하면서 말레메를 제압할 수가 있었으며, 육군 지원에서 해방된 독일 공군 또한 영국 해군의 공격에 집중할 수 있었다.
영국 해군은 독일군의 해로 침공을 저지할 수 있었지만, 롤링스 소장의 함대는 크레타섬 경계를 중지하기로 결정했다. 전함 워스파이트는 귀환 도중 거센 공습으로 큰 손해를 받았으며, 경순양함 글루세스터와 피지, 구축함 그레이하운드도 잃었다. 낙하산 강하를 개시할 때부터 비행장 점령까지 순양함 2척, 구축함 4척이 격침되었으며, 5월 24일 알렉산드리아로 귀항했다.
5월 23일 독일 공군이 크레타섬에 남아 있던 영국 해군의 소함정을 공격하면서 영국 해군은 독일의 상륙 선단을 해상에서 저지할 방법이 없어졌다. 같은 날 밤에는 구축함 5척이 크레타섬의 국왕을 구출하기 위해 크레타섬 근해로 진출했는데, 2척은 크레타섬 국왕의 구출을 위해 출항했으며, 나머지 3척은 크레타섬 북쪽을 거쳐 말레메 비행장에 함포 사격을 실시했다. 그 날 밤 구축함은 퇴피를 시작했지만, 나머지 3척은 독일 공군의 폭격기 Ju-87의 공격을 받았고 이로 인해 케리와 카슈미르가 격침되었다.
5월 26일에는 카르파소스 섬 공격을 위해 출격한 항공 모함 포미더블이 독일 공군의 공습을 받아 파괴되면서 크레타섬에 지원군을 보내는 일도 곤란해졌다. 5월 22일에는 3월 26일에 손상을 받은 적이 있던 순양함 요크마저 파손되었다. 독일군은 5월 27일 카스텔리 만에 선단이 도착하자 상륙을 개시했다. 절망적인 정세임을 판단한 영국군 사령부는 크레타섬에서 철수하기로 결정했다.

### 연합군의 철군
연합군은 5월 28일 크레타섬 서부 이라클리온에서 철군했으며, 5월 29일에는 크레타섬 남부의 항구도시 스파키아에서 탈출을 시도했지만, 독일 공군의 폭격으로 커다란 손해를 입었다. 레팀노가 5월 30일 밤에 함락하면서 독일군은 동부 미라벨라 만에 상륙한 이탈리아군과의 연합 전선이 가능하게 되었다.
연합군은 위험한 상황 속에서 28일부터 31일 밤까지 영국 해군의 지원으로 약 9,000명이 크레타에서 철수했다. 그러나 결국 연합군은 크레타 전투에서 3,990명이 전사하고 1,925명이 부상했으며 스파키아에 남은 5,000명의 병사를 포함한 17,090명이 독일군에 포로로 잡혔다. 철군을 지원한 영국 해군도 독일 공군의 공습을 받고 9척의 군함이 침몰하고 18척의 군함이 손실을 입는 큰 피해를 입었다. 한편 철군할 수 없었던 연합군 부대는 1941년까지 약 500명이 저항을 계속해 크레타 민간인들인과 섞여서 독일군과 전투를 벌였다. 침공 10일 후 독일군은 크레타섬 전역을 점령했으며, 6월 1일에 크레타 정부가 항복했다.
독일 공군의 폭격기 Ju-87과 Ju-88은 영국 해군의 군함 9척(세 척의 순양함과 여섯 척의 구축함)을 침몰시키고 18척의 군함에 손실을 입혔다. 그러나 독일군의 손해도 컸는데, 낙하산병의 경우 4명 중 1명 꼴인 4,041명이 전사 및 실종되었고 2,640명이 부상했으며, 500기가 투입된 수송기 Ju-52의 경우 수송기 절반이 파괴되었다.

## 결과 및 영향
이 전투를 통해 양측의 결과와 영향은 큰 차이를 보였다. 연합군은 독일군의 대규모 낙하산 작전이 크게 성공하자 공수 부대를 육성했는데, 이는 후에 시칠리아 침공, 노르망디 상륙 작전, 마켓가든 작전, 룰 강하 작전 등에서 많이 활용되었다.
한편 히틀러는 독일군의 많은 희생에 충격을 받아 다시는 대규모 낙하산 작전을 실시하지 않았다. 이후 독일의 낙하산 부대는 사실상 엘리트 지상 부대로 다루어지게 되었다. 또한 독일 공군은 이 작전에서 비행 학교의 훈련용 부대 Ju-52(교관이 조종사를 맡았다)까지 투입하는 바람에 다수의 조종사를 잃었으며, 조종사 육성에 장애가 발생하기 시작했다(중요한 교관과 훈련기 낭비는 스탈린그라드 전투에서도 나타났다).
영국 지중해 함대는 상륙 선단 저지와 철군 과정에서 경순양함 2척, 구식 순양함 1척, 구축함 6척이 격침되었다. 알렉산드리아에서 큰 손상을 받은 군함도 많았으며, 큰 손상 없이 지중해 함대에서 남은 군함은 전함 퀸 엘리자베스, 경순양함 피비, 코벤트리 세 척 뿐이었다. 연합군은 크레타섬을 점령한 독일군이 크레타섬을 발판으로 이집트를 침공하는 것을 경계했지만, 크레타섬의 장악으로 불안 요인을 없앤 히틀러는 6월 22일에 소련 침공을 단행하게 된다.

## 같이 보기
- 유고슬라비아 침공
- 그리스 저항군

## 참조
- Ansel, Walter (1972). 《Hitler and the Middle Sea》. Duke University Press. ISBN 978-0-8223-0224-7.
- Antill, Peter D. (2005). 《Crete 1941: Germany's lightning airborne assault》. Campaign series. Oxford; New York: Osprey Publishing. ISBN 1-84176-844-8.
- Beevor, Antony (1991). 《Crete: The Battle and the Resistance》. London: John Murray Ltd. ISBN 0-7195-4857-8.
- Buckley, Christopher (1952). 《Greece and Crete 1941》. Second World War, 1939–1945; a popular military history. London: H.M. Stationery Off.
- Carruthers, Bob (2012). 《Blitzkrieg in the Balkans and Greece 1941》. Coda Books. ISBN 978-1-78158-122-3.
- Churchill, Randolph Spencer; Martin Gilbert (1983). 《Winston S. Churchill: Finest hour, 1939–1941》. Houghton Mifflin. ISBN 0-395-34402-6.
- Davin, Daniel Marcus (1953). 《Crete》. The Official History of New Zealand in the Second World War 1939–1945. Wellington, New Zealand: Historical Publications Branch, Department of Internal Affairs, Government of New Zealand.
- Greene, Jack; Alessandro Massignani (1998). 《The Naval War in the Mediterranean 1940–1943》. London: Chatham Publishing. ISBN 978-1-86176-057-9.
- Kavanaugh, Stephen (2010). 《Hitler's Malta Option: A Comparison of the Invasion of Crete (Operation Merkur) and the Proposed Invasion of Malta (Operation Hercules)》. Nimble Books. ISBN 978-1-60888-030-0.
- Keegan, John (2011). 《The Second World War》. Random House. ISBN 978-1-4464-9649-7.
- Long, Gavin (1953). 《Volume II Greece, Crete and Syria》. Australia in the War of 1939–1945 – Series One  – Army 1판. Canberra: Australian War Memorial. 2013년 8월 1일에 원본 문서에서 보존된 문서. 2014년 6월 6일에 확인함.
- MacDonald, Callum (1995). 《The Lost Battle – Crete 1941》. Papermac. ISBN 0-333-61675-8.
- Murfett, Malcolm H (2008). 《Naval Warfare 1919–1945: An Operational History of the Volatile War at Sea》. Taylor & Francis. ISBN 0-415-45804-8.
- Pack, S.W.C. (1973). 《The Battle for Crete》. Naval Institute Press. ISBN 0-87021-810-7.
- Playfair, Major-General I.S.O.; Flynn, Captain F.C.; Molony, Brigadier C.J.C. & Toomer, Air Vice-Marshal S.E. (2004) [1st. pub. HMSO 1956]. 〈The Germans come to the help of their Ally (1941)〉.   Butler, J.R.M. 《The Mediterranean and Middle East》. History of the Second World War, United Kingdom Military Series. Volume II. Naval & Military Press. ISBN 1-84574-066-1.
- Shores, Christopher; Cull, Brian; Malizia, Nicola (1987). 《Air War For Yugoslavia, Greece, and Crete 1940–41》. London: Grub Street. ISBN 0-948817-07-0.
- Schreiber, Gerhard; Bernd Stegemann; Detlef Vogel (1995). 《'Germany and the Second World War: The Mediterranean, South-east Europe, and North Africa, 1939–1941, Volume III'》. Oxford University Press. ISBN 978-0-19-822884-4.
- Vick, Alan (1995). 《Snakes in the Eagle's Nest: A History of Ground Attacks on Air Bases》. Rand Corporation. ISBN 978-0-8330-1629-4.
- Whitley, M.J. (1999). 《Cruisers of World War II》. London: Brockhampton Press. ISBN 1-86019-874-0.
- Landing in the bay of Sitia 28 May 1941 r. (PL) .